# Конец истории
Коне́ц исто́рии — философское предположение о том, что история человечества с какого-то момента станет однообразной, замедлится или закончится (то есть будет достигнут некоторый идеал или конечная точка бытия). Завершение истории связано с идеей цели, по достижении которой исчезают противоречия, которые подталкивали прежнюю историю, а описание нового, неспешного и прямого развития трудно назвать историей в привычном смысле слова.

## История конца истории
Идея о конце истории возникла как отрицание античных понятий о цикличности истории:
- в христианстве конец истории связан с исполнением пророчеств о Втором Пришествии Иисуса Христа;
- в утопических теориях XVIII века идеальное общество характеризовалось искоренением интеллектуального и социального неравенства (у Кондорсе) и удовлетворением всех человеческих желаний (у Юма);
- в марксизме под окончанием «предыстории» понималось построение бесклассового и безгосударственного коммунистического общества на земле, в котором не будет классовой борьбы, которую марксисты считают двигателем истории. По Марксу, «буржуазной общественной формацией завершается предыстория человеческого общества»[1]. Идею истории как процесса с началом и концом Маркс заимствовал у Гегеля, который думал, что история подходит к концу в 1806 году. Подобно христианам, Маркс не привёл деталей истории человеческого общества, которая начнётся после «предыстории»;
- в нацизме конец истории видели в создании арийского государства, которое на своей обширной территории имело бы все необходимые ресурсы для спокойного длительного существования («тысячелетний рейх»);
- в конце XX века в связи с распадом СССР идея конца истории стала ассоциироваться с тезисом об окончательной победе западной либеральной цивилизации в современном мире. Этот подход был детализирован в появившейся в 1989 году статье Ф. Фукуямы, и последовавшей за статьёй в 1992 году книги «Конец истории и последний человек», подвергшихся значительной критике.

## Цель развития и коллективизм
Конец истории предполагает признание гипотезы направленного прогресса человечества и наличия цели его развития. Так, Августин утверждает, что «земной град не будет вечным, и прежде всего потому, что его назначением является не более чем исполнение числа праведников, предназначенных к спасению», а Фома Аквинский говорит о кульминации цивилизационного развития в создании новой формы государства, где люди будут работать на процветание общества в целом и потому неравенства не будет.
Автор статьи о конце истории[кто?] в Философском словаре увязывает идею конца истории с коллективизмом; по его мнению наличие глобальной цели неизбежно в том случае, когда требуется мобилизация всех сил общества на реализацию коллективных ценностей. Тот же автор отмечает, что в индивидуалистическом обществе нет единой цели и потому отсутствуют предпосылки для объявления «конца истории» (как пример приводится древнегреческое общество, которое отрицало в истории наличие какой-либо цели) и утверждает, что идеология «капиталистического общества» не включает понятия о коренном изменении хода истории. Тем не менее, поскольку в XXI веке «на историческом горизонте не видно никакой жизнеспособной коллективистической идеи», «история на определенный период перестает быть ареной противостояния индивидуалистических и коллективистических обществ».

## Критика
По мнению критиков, концепция конца истории требует принятия гипотезы о линейной эволюции социального прогресса, которая опровергается ходом истории. Так, Дэниел Белл говорит о «гегельянско-марксистском представлении о линейном развитии единого мирового Разума по направлению к телосу объединенной социальной формы, что [является] неправильным толкованием природы общества и истории». Станислав Лем несколько раз указывал, что концепция любой конечной стабильности происходит из эпохи утопического и мифологического мышления, которое всегда надеялось на некий «золотой век» или иное воплощение рая на земле.